# Jean-Pierre Vincent
Pour les articles homonymes, voir Vincent.
Jean-Pierre Vincent, né le 26 août 1942 à Juvisy-sur-Orge (Seine-et-Oise) et mort le 5 novembre 2020 à Mallemort (Bouches du Rhône), est un comédien, metteur en scène et directeur de théâtre français.

## Biographie

### Jeunesse et formation
Jean-Pierre Vincent naît en 1942 à Juvisy-sur-Orge. « Mon père était un petit employé du Palais de justice de Paris », raconte-il, « il s’occupait du matériel : les chaises, les crayons et les buvards des magistrats. Mais le miracle, c’est que ce poste était logé dans le Palais de justice. C’était la fonction publique de la IIIe République. Et donc mon école, c’était celle de la rue du Pont-de-Lodi, où habitait Pierre Dux et où Picasso avait son atelier. Mon collège, c’était Montaigne, mon lycée, Louis-le-Grand ».
Élève au lycée Louis-le-Grand, il rencontre en 1958 au sein du groupe théâtral du lycée, Michel Bataillon, Jérôme Deschamps et surtout Patrice Chéreau,,.

### Débuts au théâtre
Il joue sa première pièce, Amal et la lettre du roi de Rabindranath Tagore, en 1959, puis s'intéresse à la mise en scène, avec La Cruche cassée de Kleist, et Scènes populaires d'Henri Monnier en 1963. À partir de cette date, il co-anime pendant deux ans la troupe qui se professionnalise, et suit Patrice Chéreau à Gennevilliers, puis au Théâtre de Sartrouville. Il en devient le directeur en 1966.

### Carrière
À partir de 1968, Jean-Pierre Vincent travaille avec le dramaturge Jean Jourdheuil et se consacre à la mise en scène dans des centres dramatiques nationaux. Ensemble, ils montent La Noce chez les petits bourgeois de Bertolt Brecht au Théâtre de Bourgogne (1968), Tambours et trompettes du même Brecht au Théâtre de la Ville (1969), Le Marquis de Montefosco d’après Le Feudataire de Carlo Goldoni au Grenier de Toulouse (1970), Les Acteurs de bonne foi d’après Marivaux (1970), La Cagnotte d’après Eugène Labiche au Théâtre national de Strasbourg (1971), Le Camp du drap d'or de Serge Rezvani au Festival d'Avignon (1971), Capitaine Schelle, Capitaine Eçço de Serge Rezvani au Théâtre national populaire de Chaillot (1971). Pendant ces trois ans de travail avec Jean Jourdheuil, sur le modèle de Brecht, il oriente le sens des pièces en mettant en exergue la lutte des classes.
En 1972, ils fondent la Compagnie Vincent-Jourdheuil, dite aussi Le Théâtre de l'Espérance, et mettent en scène les auteurs allemands tels que Brecht, Büchner ou Grabbe. Le Théâtre expérimental populaire (Tex-Pop), installé au Palace à Paris, clôt en 1975 la collaboration entre Jean-Pierre Vincent et Jean Jourdheuil.
Cette année 1975, Jean-Pierre Vincent prend la direction du Théâtre national de Strasbourg et y donne une place importante à l'école et à la création expérimentale, tout en travaillant à refonder les conventions collectives qui régissent les liens du TNS avec les collectivités locales et nationales, . Dans ses spectacles, il interroge notamment l'histoire française, avec Germinal, écrit par Michel Deutsch d'après le roman d'Émile Zola (1975), qui questionne notamment le dépérissement de la classe ouvrière, puis Le Misanthrope (1977), Vichy fictions (1980), ou Le Palais de Justice (1981).
Administrateur général de la Comédie-Française de 1983 à 1986, il choisit de la quitter de lui-même à l'issue de son mandat de trois ans. À partir de 1986, il se consacre à la mise en scène avec Bernard Chartreux et à l'enseignement au Conservatoire national supérieur d'art dramatique de Paris.
Entre 1990 et 2001, il succède à Patrice Chéreau à la tête du Théâtre Nanterre-Amandiers où il convie Stanislas Nordey en résidence avec sa troupe de 1995 à 1997. Il y crée de nombreux auteurs contemporains, dont Valère Novarina.
En 2001, il fonde la compagnie Studio Libre avec Bernard Chartreux, avec lequel il crée plusieurs spectacles aux théâtres nationaux de la Colline et de l'Odéon. Ils participent également au comité pédagogique de l’École régionale d'acteurs de Cannes, où ils mettent en scène Pièces de guerre d'Edward Bond, en mai 1996.
En 2007, il traduit et monte à Avignon Le Silence des communistes, treizième présence au festival depuis 1971, qui évoque l'enracinement populaire de la gauche italienne pendant les belles années du Parti communiste italien.

### Mandats administratifs
Il est membre des conseils d’administration du festival d'Avignon et du comité directeur du Jeune théâtre national, ainsi que des CA de l'ENSATT à Lyon et de l'association La Réplique à Marseille.

### Famille et vie privée
Il a été l'époux de la comédienne Hélène Vincent — il est le père du réalisateur Thomas Vincent — puis celui de Nicole Taché, qui a œuvré dans l'administration de divers théâtres publics et manifestations culturelles, et décédée en 2021.

### Mort
Il meurt le 5 novembre 2020 des séquelles de la Covid-19,, à l'âge de 78 ans.

## Mises en scène

### 1962-1974
- 1963 : La Cruche cassée d'Heinrich von Kleist
- 1963 : Scènes populaires d'Henri Monnier
- 1968 : La Noce chez les petits bourgeois de Bertolt Brecht, Théâtre de Bourgogne (décor et costumes de Christine Laurent)
- 1969 : Tambours et trompettes de Bertolt Brecht d'après George Farquhar, Théâtre de la Ville (décor et costumes de Christine Laurent)
- 1970 : Les Acteurs de bonne foi d’après Marivaux (avec des textes de Jean-Jacques Rousseau), une seule représentation au Festival de Royan (décor et costumes de Christine Laurent)
- 1970 : Le Marquis de Montefosco d’après Le Feudataire de Carlo Goldoni, Grenier de Toulouse et Théâtre de Sartrouville (décor et costumes de Patrice Cauchetier)
- 1971 : La Cagnotte d’après Eugène Labiche, Théâtre national de Strasbourg (décor et costumes de Patrice Cauchetier)
- 1971 : Le Camp du drap d'or de Serge Rezvani, Théâtre Ouvert au Festival d'Avignon
- 1971 : Capitaine Schelle, Capitaine Eçço de Serge Rezvani, Théâtre de Chaillot (décor et costumes de Patrice Cauchetier)
- 1971 : La Vie scélérate du noble seigneur Gilles de Rais de Massimo Dursi
- 1972 : Dans la jungle des villes de Bertolt Brecht, Compagnie Vincent-Jourdheuil, Festival d'Avignon, Théâtre de Chaillot
- 1973 : Woyzeck de Georg Büchner, Théâtre Le Palace
- 1973 : La Noce chez les petits bourgeois de Bertolt Brecht, Cyrano Théâtre
- 1973 : En r'venant de l'expo de Jean-Claude Grumberg, Jeune Théâtre National, Théâtre Ouvert au Festival d'Avignon
- 1974 : La Tragédie optimiste de Vsevolod Vichnevski, Théâtre Le Palace
- 1974 : La Noce chez les petits bourgeois de Bertolt Brecht, Théâtre de la Ville
- 1975 : En r'venant de l'expo de Jean-Claude Grumberg, Théâtre national de l'Odéon

### 1975-1983
Théâtre national de Strasbourg
- 1975 : La Mère de Bertolt Brecht, avec les élèves de l'École du Théâtre national de Strasbourg
- 1975 : Germinal, projet sur un roman d'après Émile Zola, écrit par Michel Deutsch
- 1976 : La Bonne Vie de Michel Deutsch
- 1976 : Don Giovanni de Mozart, Festival d'Aix-en Provence
- 1977 : Le Misanthrope de Molière
- 1978 : Une livre à vue et Palais de la guérison de Sean O'Casey
- 1978 : La Mort d'Andrea Del Sarto, peintre florentin d'après Alfred de Musset
- 1980 : Vichy-Fictions et Violences à Vichy de Bernard Chartreux
- 1980 : Convoi et Ruines de Michel Deutsch
- 1980 : Peines d'amour perdues de William Shakespeare, Festival d'Avignon
- 1981 : Don Giovanni de Mozart, Festival d'Aix-en-Provence 1982
- 1981 : Palais de Justice de Bernard Chartreux, Dominique Muller et Jean-Pierre Vincent
- 1982 : Les Corbeaux d'Henry Becque, Comédie-Française
- 1983 : Dernières Nouvelles de la peste de Bernard Chartreux, Festival d'Avignon

### 1983-1986
Comédie-Française
- 1983 : Félicité de Jean Audureau, Comédie-Française
- 1984 : Le Suicidé de Nicolaï Erdman, Comédie-Française au Théâtre national de l'Odéon
- 1984 : Le Misanthrope de Molière, Comédie-Française
- 1985 : La Tragédie de Macbeth de Shakespeare, traduction Jean-Michel Déprats, Festival d'Avignon puis Comédie-Française
- 1986 : Six personnages en quête d'auteur de Luigi Pirandello, Comédie-Française au Théâtre national de l'Odéon

### 1987-1990
- 1987 : Le Mariage de Figaro de Beaumarchais, Théâtre national de Chaillot
- 1988 : On ne badine pas avec l'amour d’Alfred de Musset, Théâtre de Sartrouville
- 1988 : Le Faiseur de théâtre de Thomas Bernhard, TNP Villeurbanne
- 1988 : Scènes du répertoire Büchner - Courteline, Festival d'Avignon
- 1989 : La Nuit les chats de Jean-Claude Grumberg, Théâtre Ouvert, Festival d'Avignon
- 1989 : Trilogie Œdipe et les oiseaux, Festival d'Avignon
  - Œdipe Tyran de Sophocle,
  - Œdipe à Colone de Sophocle,
  - Cité des oiseaux de Bernard Chartreux,
- 1990 : Assainissement de Václav Havel
- 1990 : La Mère coupable de Beaumarchais, Comédie-Française
- 1990 : Le Chant du départ d'Ivane Daoudi, Théâtre de Nice et Théâtre de la Ville

### 1990-2001
Théâtre Nanterre-Amandiers
- 1990 : Les Fourberies de Scapin de Molière, Cour d'Honneur Festival d'Avignon
- 1990 : Combat dans l'Ouest de Vsevolod Vichnevski
- 1991 : Princesses de Fatima Gallaire,
- Cycle Alfred de Musset « Enfant du siècle » : 
  - 1991 : Fantasio
  - 1991 : Les Caprices de Marianne
  - 1993 : On ne badine pas avec l'amour
  - 1993 : Il ne faut jurer de rien
- 1992 : Un homme pressé de Bernard Chartreux
- 1993 : Woyzeck de Georg Büchner, Théâtre de Nimes, Théâtre du Rond-Point
- 1994 : Thyeste de Sénèque
- 1994 : Les Noces de Figaro de Mozart, direction musicale Paolo Olmi, Opéra de Lyon
- 1995 : Violences à Vichy 2 de Bernard Chartreux
- 1996 : Tout est bien qui finit bien de William Shakespeare
- 1996 : Léo Burckart de Gérard de Nerval, Comédie-Française
- 1997 : Karl Marx Théâtre inédit
- 1998 : Le Jeu de l'amour et du hasard de Marivaux
- 1998 : Le Tartuffe de Molière
- 1999 : Pièces de guerre d'Edward Bond
- 2000 : Homme pour homme de Bertolt Brecht
- 2000 : Mithridate de Mozart, Théâtre du Châtelet
- 2000 : Lorenzaccio d’Alfred de Musset, Festival d’Avignon
- 2001 : Le Drame de la vie Fragments de Valère Novarina, avec les acteurs amateurs des Amandiers
- 2001 : L’Échange de Paul Claudel

### À partir de 2002
Studio Libre
- 2002 : Les Prétendants de Jean-Luc Lagarce, Théâtre national de la Colline
- 2002 : Le Fou et sa femme, ce soir, dans Pancomedia de Botho Strauss, avec les élèves de troisième année de l'ÉRAC (École régionale d'acteurs de Cannes), Festival d’Avignon
- 2002 : Katherine Barker Hommage à Jean Audureau, lecture par les élèves de première année de l'ÉRAC,
- 2003 : Onze Débardeurs d'Edward Bond, Studio libre, Théâtre national de la Colline, CDN de Savoie
- 2004 : Derniers remords avant l'oubli de Jean-Luc Lagarce, Odéon-Théâtre de l'Europe Ateliers Berthier
- 2005 : La Mort de Danton de Georg Büchner, ÉRAC, Théâtre La Criée
- 2006 : Antilopes d’Henning Mankell, Théâtre du Rond-Point, Théâtre La Criée
- 2006 : L’Éclipse du 11 août de Bruno Bayen, Théâtre national de la Colline
- 2007 : Une Orestie d’Eschyle, ÉRAC, Théâtre de l'Aquarium
- 2007 : Le Silence des communistes de Miriam Mafai, Alfredo Reichlin, d'après Vittorio Foa, Festival d'Avignon[7]
- 2008 : L'École des femmes de Molière, Odéon-Théâtre de l'Europe
- 2008 : Recréation du Silence des communistes d'après Vittorio Foa, Miriam Mafai, Alfredo Reichlin, Théâtre de Namur, Théâtre Nanterre-Amandiers
- 2009 : Ubu roi d’Alfred Jarry, Comédie-Française
- 2009 : Paroles d'acteurs / Meeting Massera de Jean-Charles Massera, Théâtre de la Cité internationale
- 2010 : La Trilogie de Zelinda & Lindoro de Carlo Goldoni, ENSATT, promotion 69
- 2010 : Les Acteurs de bonne foi de Marivaux, Théâtre Nanterre-Amandiers
- 2012 : Cancrelat de Sam Holcroft, Théâtre Ouvert
- 2012 : Dom Juan ou le Festin de pierre de Molière, Comédie-Française
- 2013 : Iphis et Iante  d'Isaac de Benserade (Théâtre du Gymnase, Marseille)
- 2013 : Les Suppliantes d'Eschyle, avec les acteurs amateurs du Théâtre du Gymnase (Marseille)
- 2014 : War & Breakfast d'après Shoot/Get Treaure/Repeat de Mark Ravenhill, Les Nuits de Fourvière, ENSATT, promotion 73
- 2015 : La Dame aux jambes d'Azur d'Eugène Labiche et Marc-Michel, Studio-Théâtre de la Comédie-Française
- 2015 : En attendant Godot de Samuel Beckett. Théâtre du Gymnase, tournée, Bouffes du Nord.

## Prix et récompenses
- 1972 : Prix du Syndicat de la critique (meilleure création en langue française) pour Capitaine Schelle, Capitaine Eçço de Serge Rezvani
- 1976 : Prix du Syndicat de la critique pour l'ensemble de la saison du TNS
- 1979 : Prix Dominique de la mise en scène pour Vichy-Fictions
- 1980 : Prix Georges-Lherminier pour Vichy-Fictions
- 1982 : Prix du Syndicat de la critique pour Palais de Justice
- 1987 : Molière du metteur en scène et du meilleur spectacle, pour Le Mariage de Figaro
- 1987 : Grand prix du théâtre du Syndicat de la critique pour Le Mariage de Figaro
- 1991 : Prix du Syndicat de la critique, meilleure œuvre francophone pour Princesses de Fatima Gallaire
- 2003 : Prix du Syndicat de la critique (meilleure création en langue française) pour Les Prétendants de Jean-Luc Lagarce
- 2011 : Prix Plaisir du théâtre pour Les Acteurs de bonne foi de Marivaux

## Publication
- Le Désordre des vivants, Les Solitaires intempestifs, 2002.

### Radio
- « Jean-Pierre Vincent », France Culture, À voix nue, série d'entretiens de novembre 2005 menés par Laure Adler (5 épisodes).